# 尤里·卡斯帕良
尤里·迪米特里耶维奇·卡斯帕良（俄语：Ю́рий Дми́триевич Каспаря́н，1963年6月24日—）是俄罗斯（前苏联）的一名音乐家，因其担任苏联摇滚乐队电影乐队 的主音吉他手而闻名。他也是维亚切斯拉夫·布图索夫的乐队U-Piter的创始成员。
卡斯帕良于 1963 年 6 月 24 日出生于辛菲罗波尔，父亲是亚美尼亚裔昆虫学家德米特里·卡斯帕良 (Dmitry Kasparyan)，母亲是俄罗斯裔生物学家伊琳娜·古斯利茨 (Irina Guslits)。 1964年，他的家人搬到了列宁格勒，小卡斯帕良在那里长大。 1970年至1977年，他在普希金儿童音乐学校学习大提琴，但在对西方摇滚乐产生兴趣后，卡斯帕良爱上了弹吉他。 20世纪70年代末，他曾在多个学生乐队中演奏吉他。 
1983年初，他结识了维克多·崔 。卡斯帕良和维克多·崔很快成为了亲密朋友，在这之后他开始参加电影乐队的排练和录音。他后来成为了电影乐队的主音吉他手，直到1990年乐队解散。据音乐家鲍里斯·格雷本希科夫介绍，卡斯帕良最初的吉他水平很差，但他进步飞快，最终成为了电影乐队仅次于维克多·崔的第二重要成员。 
从 1983 年到 90 年代初，卡斯帕良参与了大量演出和录音，包括为谢尔盖·库尔约西的流行力学乐队的电影配乐。1986年至1989年，他参与了乔安娜·斯汀雷歌曲的录制。 1987 年春天，卡斯帕良与Novye Kompozitory乐队还有电影乐队的成员一起录制了专辑Start 。 20世纪80年代末，他作为电影乐队的一员，在苏联各共和国以及欧洲、美国进行了巡演。 1990年秋天，他受洗并取名为“乔治”。不过目前，他只把乔治作为笔名。 
1990 年 8 月，在维克多·崔在一场车祸中去世后，电影乐队发行了最后一张专辑并且解散。这张专辑包含崔和电影乐队在他去世前几个月正在制作的歌曲。在这之后的纪念，卡斯帕良离开了舞台，转而研究神秘学和哲学。 接着直到1999 年前，他在谢尔盖·德·罗坎博尔的 Atrium-Alfavit 艺术团中担任作曲家。他为许多概念项目创作了音乐，例如Taranavtika和Artikulyatsiya，还录制了器乐专辑《Klyuchi Drakona》。他也进行了将概念格式和摇滚、流行乐相结合的尝试。

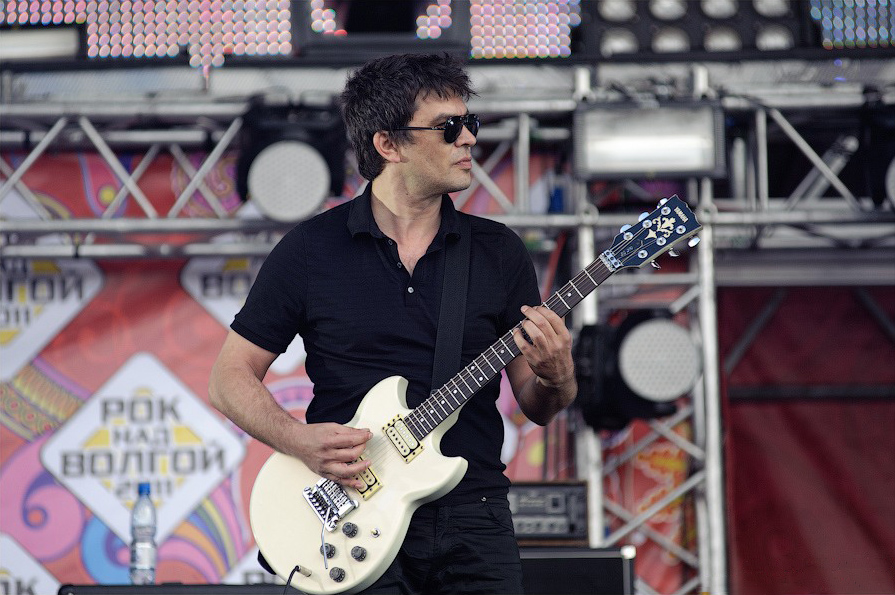
卡斯帕良在伏尔加摇滚音乐节使用他惯用的雅马哈 SG-200 进行演奏 (2011)

1997 年，卡斯帕良、 维亚切斯拉夫·布图索夫和他们的导师谢尔盖·德·罗坎博尔一起录制了一张名为NezakonNoRozhdenny AlKhimik doktor Faust - Pernaty Zmey的联合专辑 。从 1999 年到 2001 年，卡斯帕良与布图索夫和伊戈尔·季霍米罗夫一起参与了Zvezdnyy Ublyudok项目。
2001年9月，卡斯帕良和布图索夫创立了U-Piter乐队。 2005年，他们演奏了一系列电影乐队的歌曲。
2010 年 12 月，电影交响乐团举办了第一场音乐会。 2014年，他被列入Sobaka音乐类别杂志“圣彼得堡最著名的 50 位人物”排行榜。 
2017 年 2 月 26 日，在最后一次西伯利亚-乌拉尔巡演后，U-Piter 正式解散。 2017 年夏天，卡斯帕良创立了放克迪斯科乐队 CHIC Project。自 2017 年 12 月起，他成为了浪人乐队的一员。浪人乐队由维克多·崔的的儿子亚历山大·崔创立 。</link>
1987年，他与乔安娜·斯汀雷（原名：乔安娜·菲尔兹）结婚。乔安娜·菲尔兹是一位美国歌手和社交名流，在她苏联期间致力于向西方普及苏联和后苏联摇滚文化。他们于1991年离婚。 
卡斯帕良目前居住在圣彼得堡。